# 3516 Rusheva
3516 Rusheva је астероид главног астероидног појаса чија средња удаљеност од Сунца износи 2,880 астрономских јединица (АЈ).
Апсолутна магнитуда астероида је 12,2.